# Новое Томышево
Новое Томышево — село в Новоспасском районе Ульяновской области в составе Новоспасского городского поселения.

## География
Находится вдоль правого берега реки Сызранка на расстоянии примерно 5 километров на восток от районного центра поселка Новоспасское.

## История
Основано в XVIII веке. 
В 1913 году в селе было 275 дворов, 1895 жителей, Казанская церковь. 
В 1990-е годы центр коопхоза «Труд».

## Население
Население составляло 678 человек (русские 69 %) в 2002 году, 579 по переписи 2010 года.

## Известные уроженцы
- Дунин, Михаил Семёнович

## Инфраструктура
Отделение связи, медпункт, школа, дом культуры.